# Brandende liefde (roman)
Brandende liefde is een roman van Jan Wolkers, geschreven in 1981.
In 1983 verfilmd door Ate de Jong, zie Brandende liefde (film).
In 2009 bewerkt tot musical, zie Brandende liefde (musical).

## Verhaal
Het is het verhaal van een jonge kunstenaar die Franse les krijgt van Mademoiselle Bonnema, een juffrouw op leeftijd die een statig pand bewoont aan de Sarphatistraat in Amsterdam. In dat huis woont ook de beeldschone Anna, de vrouw van een beroemde violist. De ik-figuur wordt smoorverliefd op haar maar slaagt er niet in haar te veroveren. Wel staat ze naakt voor hem model en kan hij haar schilderen. Maar uiteindelijk zal de kunstenaar naar Parijs vertrekken. Tien jaar later is Mademoiselle Bonnema overleden en bezoekt de kunstenaar het huis opnieuw. De vrouw van de violiste is intussen moeder geworden, verhuisd en door de muzikant verlaten. Ze ontmoeten elkaar op de begrafenis en meteen is er aantrekkingskracht. Eindelijk lijkt de liefde tussen de ik-figuur en Anna echt op te bloeien.

## Trivia
De titel van de roman en de gelijknamige film is niet alleen letterlijk bedoeld, maar ook een verwijzing naar de bloem Brandende liefde (Lychnis chalcedonica). Net als diens roman Gifsla is romantitel Brandende liefde een botanische knipoog van natuurliefhebber Wolkers. De bloemen komen ook voor aan het eind van de film.